# Кураш Євгеній Юрійович
Євге́ній Ю́рійович Кураш — полковник Збройних сил України, що відзначився у ході російського вторгнення в Україну, учасник російсько-української війни, Герой України з врученням ордена «Золота Зірка».

## Життєпис
Євгеній Кураш народився 2 лютого 1978 року в місті Суми. У 1999 році закінчив Сумський державний університет. Проходив військову службу на посадах командира батальйону, начальника штабу дивізіону, командира дивізіону, начальника штабу військової частини. У 2005 році брав участь в українській миротворчій місії в Іраку. З 2014 року обіймає посаду заступника командира 80-тої окремої десантно-штурмової бригади, яка дислокується у Львові. З весни 2014 року бере участь у війні на сході України.
З 5 до 11 вересня 2022 року під час ведення наступальних дій на Ізюмському напрямку рішуче та вміло керував діями підрозділів бригади та резерву. Підрозділи бригади полковника Євгенія Кураша звільнили низку населених пунктів Харківщини, зокрема й місто Ізюм.

## Нагороди
- звання Герой України з врученням ордена «Золота Зірка» (14 жовтня 2022) — за особисту мужність і героїзм, виявлені у захисті державного суверенітету та територіальної цілісності України[3].
- орден Богдана Хмельницького II ступеня (2022) — за особисту мужність і самовіддані дії, виявлені у захисті державного суверенітету та територіальної цілісності України, вірність військовій присязі[4].
- орден Богдана Хмельницького III ступеня.